# Copelatus brasiliensis
Copelatus brasiliensis es una especie de escarabajo buceador del género Copelatus, de la subfamilia Copelatinae, en la familia Dytiscidae. Fue descrito por Zimmermann en 1921.